# 10675 Kharlamov
A 10675 Kharlamov (ideiglenes jelöléssel 1978 VE15) a Naprendszer kisbolygóövében található aszteroida. Ljudmilla Vasziljevna Zsuravljova fedezte fel 1978. november 1-jén.